# دانشگاه دولتی ماری
دانشگاه دولتی ماری (به لاتین: Mari State University) یک دانشگاه در روسیه است که در یوشکار اولا واقع شده‌است.